# Il gioco dei rubini
Il gioco dei rubini (A Price Above Rubies) è un film del 1998 diretto da Boaz Yakin.
Renée Zellweger interpreta una giovane donna che cerca di liberarsi dalle dure condizioni imposte dalle comunità ebraico-chassidica di cui fa parte il marito, interpretato da Glenn Fitzgerald.
Le critiche al film sono state contrastanti, ma quasi tutte positive verso la performance della Zellweger.

## Trama
Sonia è una giovane donna di Brooklyn che ha appena dato alla luce il suo figlio primogenito. È sposata, a causa di un matrimonio combinato, con Mendel.